# Carlos Pérez Salvachúa
Carlos Pérez Salvachúa (nacido el 30 de abril de 1973 en Madrid, España) es un entrenador de fútbol español que actualmente es segundo entrenador del Racing de Ferrol de la Segunda División de España.

## Trayectoria
Comenzó su carrera en la cantera del Real Madrid en la que estuvo 6 temporadas. Su primera experiencia en Segunda División B fue en la Unión Balompédica Conquense de la que había sido anteriormente segundo entrenador de Jaime López Sendino. De ahí pasó a desarrollar las funciones de secretario técnico y Jefe de ojeadores del Fútbol Base del Villarreal CF.  
En 2007, llegaría al Club Deportivo Guadalajara dónde estaría hasta junio de 2015. Durante esos 8 años, sería segundo entrenador de Carlos Terrazas en Segunda División A y primer entrenador en Segunda División B, clasificando al equipo para la disputa de los playoffs de ascenso a Segunda División A en las temporadas 2009/2010, 2010/2011 y 2014/2015 y disputando la  Final de la Copa Federación en la temporada 2013/2014. 
Tras su larga estancia en el CD Guadalajara SAD, vuelve en agosto del 2015 al Villarreal CF sustituyendo a Javier Torres Gómez, para entrenar al segundo filial del club amarillo en las temporadas 2015-2016 y 2016-17. En julio de 2017, se convierte en entrenador del Real Valladolid B para la temporada 2017-18. Tras la disputa de las primeras jornadas, en el mes de septiembre, renuncia a su cargo y es sustituido por Miguel Rivera.
Comienza entonces su etapa en el extranjero fichando como Segundo Entrenador de Kevin Muscat en el Melbourne Victory de la Primera División A League de Australia en julio de 2018.
Tras finalizar la temporada 2018-19 en tercera posición en la fase regular y finalizando como semifinalista de la fase final de la A League siendo derrotado por el Sydney FC, el técnico español seguiría en el club australiano en el cuerpo técnico de Marco Kurz en el que el Melbourne Victory disputaría una fase previa para lograr un puesto en la fase de grupos de la Liga de Campeones de Asia.
En enero de 2020, asume el puesto de primer entrenador del Melbourne Victory de la A-League hasta el final de la temporada, tras la destitución de Marco Kurz.
Un año después, en abril de 2021, se convierte en entrenador de Las Rozas CF de la Segunda División B, para afrontar la última etapa de la temporada.
El 14 de octubre de 2021, en la temporada 2021-22 firma como entrenador del CD Tudelano de la Primera División RFEF, tras la destitución de Javier Olaizola.
Tras su paso por el CD Tudelano en la Primera División RFEF. El 12 de octubre de 2022, en la temporada 2022-23 se convierte en entrenador de la RSD Alcalá tras la renuncia en el cargo de Jorge Martín de San Pablo.
El 22 de enero de 2025, firma como segundo entrenador de Alejandro Menéndez en el Racing de Ferrol de la Segunda División de España.

## Clubes

### Como entrenador
| Club                                    | País      | Año       |
| --------------------------------------- | --------- | --------- |
| cantera del Real Madrid                 | España    | 1999-2005 |
| Unión Balompédica Conquense             | España    | 2005-2006 |
| Villarreal Club de Fútbol (fútbol base) | España    | 2006-2007 |
| C. D. Guadalajara                       | España    | 2007-2015 |
| Villarreal Club de Fútbol "C"           | España    | 2015-2017 |
| Real Valladolid Club de Fútbol "B"      | España    | 2017-2018 |
| Melbourne Victory FC (ayudante)         | Australia | 2018-2019 |
| Melbourne Victory FC                    | Australia | 2020      |
| Las Rozas CF                            | España    | 2021      |
| CD Tudelano                             | España    | 2021-2022 |
| RSD Alcalá                              | España    | 2022-2024 |
| Racing Club de Ferrol (2º entrenador)   | España    | 2025-act. |